# 오토루트 25호선
오토루트 25호선은 프랑스의 고속도로인 오토루트의 25호선으로, 릴과 됭케르크를 연결하는 총연장 62.2 km의 고속도로이다.
전 구간 무료이며 국가에서 직접 관리한다. 유럽 고속도로 42호선의 일부이다.
남쪽의 릴의 오토루트 1호선, 프랑스 국도 제356호선 교차부근에서 시작되어, 북쪽의 됭케르크에서 프랑스 국도 225호선으로 연결된다.

## 사진첩

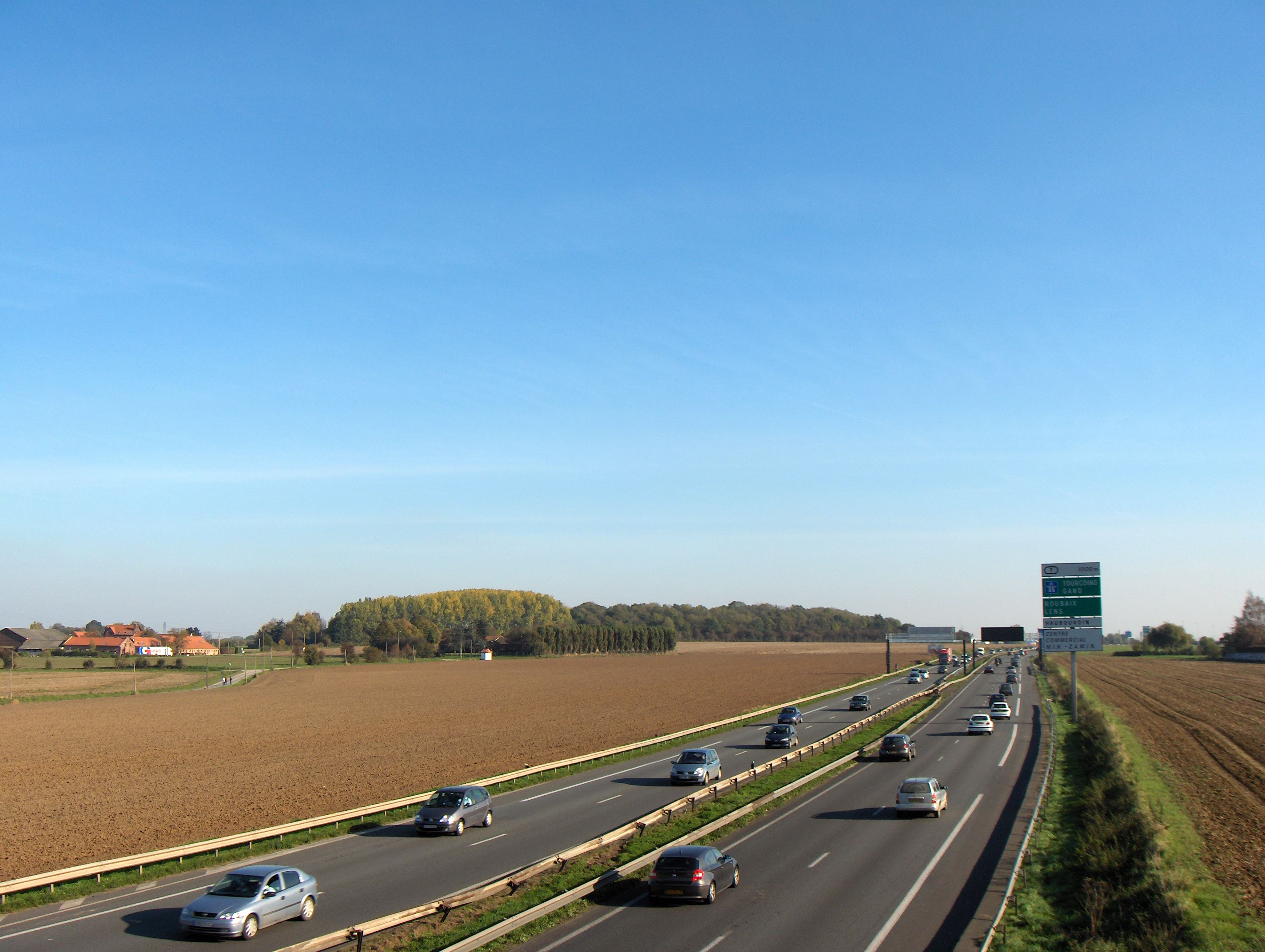
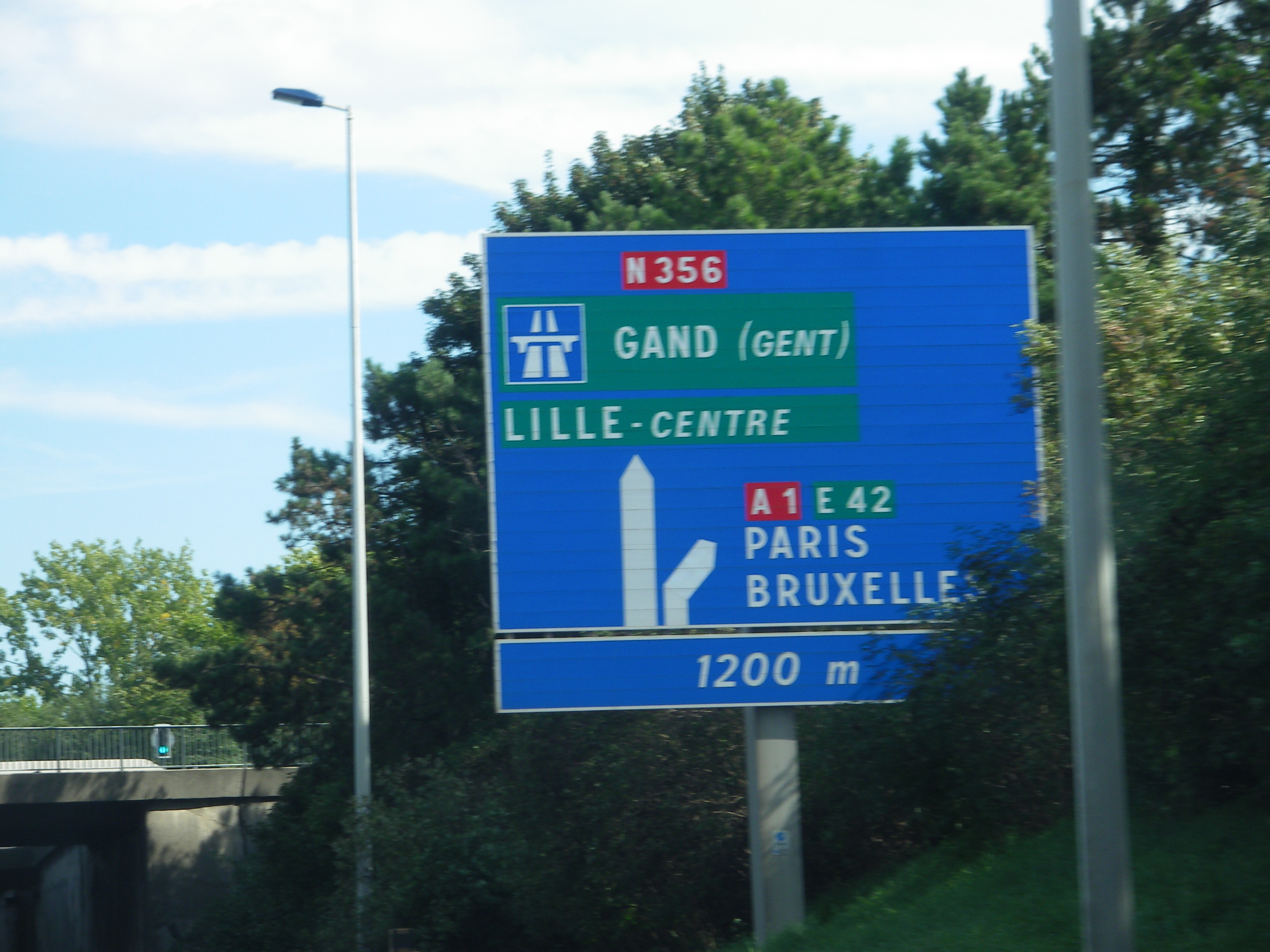
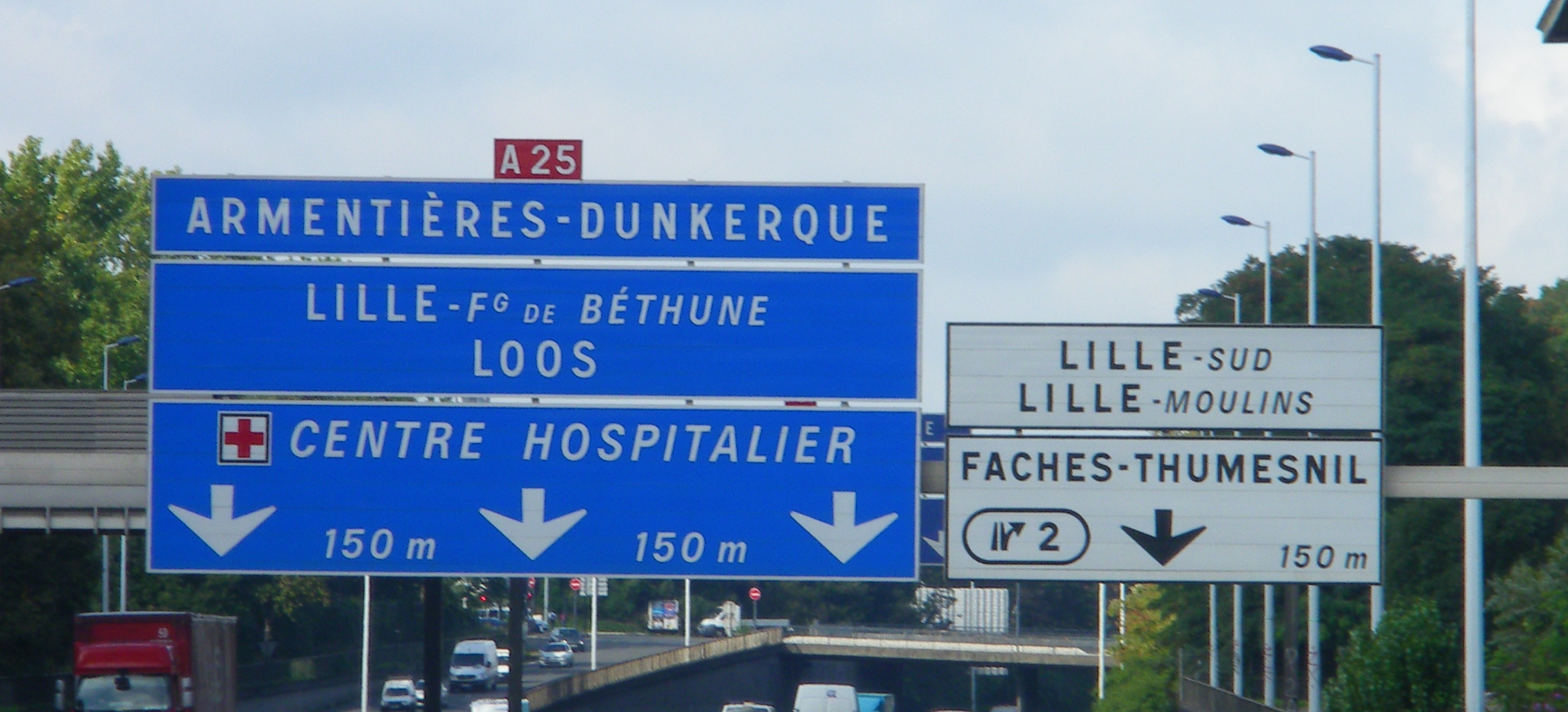

## 같이 보기
- 프랑스의 고속도로